# 瀧山久志
瀧山 久志（たきやま ひさし、1983年8月24日 - ）は日本で活動するミュージカル俳優および元オペラ歌手である。山口県萩市見島出身。劇団四季所属。

## 来歴
萩市立見島小学校から萩市立見島中学校を経て山口県立萩高等学校進学と同時に本州へ移住する。高校時代は合唱部に所属し後に部長を務め、卒業後は大阪芸術大学音楽学科演奏研究コース（現・演奏学科）へ入学し、大学卒業後はバリトンオペラ歌手として活動していた。2007年に劇団四季随時オーディションに合格し演目契約でオペラ座の怪人アンサンブル役で初出演を果たした。その後も四季の作品への出演を重ね、2014年11月に『アラジン』のジーニー役でオーディション合格し、翌2015年4月より劇団四季へ正式入団した。同年5月24日に大同生命ミュージカルシアター電通四季劇場[海]で開幕した『アラジン』東京公演ではジーニー役オリジナルキャストとして出演している）。ミュージカル『アラジン』日本公演の初演もジーニー役として出演した。ミュージカル『キャッツ』の大阪公演ではアスパラガス＝グロールタイガー、バストファジョーンズ役も演じた。

## 人物
前述の通りミュージカルアラジンでジーニー役を務めているが、ジーニーの演技中のセリフで「わしゃ山口から出てきたほっちゃ」として簡単な自己紹介をしている。これは瀧山久志自身が山口県出身（ジーニー役キャストそれぞれの出身地よって台詞が違う）だからである。

## 主な出演作品
- オペラ座の怪人（アンサンブル）
- サウンド・オブ・ミュージック（アンサンブル）
- 劇団四季FESTIVAL！ 扉の向こうへ（シンガー）
- アラジン（ジーニー）
- キャッツ（アスパラガス＝グロールタイガー、バストファージョーンズ）
- ソング&ダンス65（1枠）
- 人間になりたがった猫 （スワガード）
- ゴースト&レディ（ジョン・ホール）

## 表彰
- 岩谷時子賞（2017年岩谷時子・奨励賞）